# جاذبه‌های گردشگری استان فارس

## شیراز
- حرم شاهچراغ: شیراز
- موزه پارس: شیراز
- ارگ کریم‌خان: شیراز
- بازار وکیل: شیرا
- مسجد وکیل: شیراز
- مسجد نصیرالملک: شیراز
- ارگ کریمخانی :شیراز
- باغات قصردشت: شیراز
- باغ ارم: شیراز
- باغ دلگشا: شیراز
- باغ جهان نما : شیراز
- باغ عفیف‌آباد: شیراز
- دروازه قرآن: شیراز
- برم دلک: شیراز
- بند امیر: شیراز
- نارنجستان قوام: شیراز
- خانه زینت الملک: شیراز
- حمام وکیل (شیراز): شیراز
- آرامگاه حافظ: شیراز
- آرامگاه سعدی :شیراز
- آرامگاه خواجوی کرمانی :شیراز
- تنگ خانی  : دهستان سیاخ دارنگون_شیراز

## شهرستانهای استان فارس
- باغ نظر: کازرون
- آرامگاه شیخ ابواسحاق کازرونی: کازرون
- بازار سرپوشیده: جهرم
- کاروانسرای دیودان: خِرامه
- حمام کهنه: خِرامه
- آتشکده چهار طاقی:خرامه
- قلعه بهرام گور:خرامه
- آسیاب های قدیمی:خرامه
- قلعه بهرام گور: قطرویه
- قلعه فاتح: قطرویه
- برح نو: قطرویه
- قدم گاه علی: قطرویه
- منطقه تفریحی تفت: قطرویه
- غار سنگ تراشان: جهرم
- آرامگاه علامه دوانی: کازرون
- آتشکده ی ساسانی: جهرم
- مسجد و مدرسه ی خان: جهرم
- کاروانسرا و آب‌انبار مخک: جهرم
- آرامگاه باربد: جهرم
- چشمه ی سرچشمه: جویُم
- آبشار رحمت آباد: جویُم
- تنگه کُلون: جویُم
- تنگه حاجی‌آباد: جویُم
- شاه غریب و جنگلهای کُنار مجاور: جویُم
- آرامگاه سید ابو احمد جویُمی: جویُم
- منطقه اوبا(آب درماني) : لامرد
- آتشکده آذرفرنبغ کاریان: جویُم
- دریاچه هَرم: جویُم
- دریاچه سد فرشته جان: جویُم
- آرامگاه ناصر دیوان کازرونی: کازرون
- بیشاپور: کازرون
- پاسارگاد: پاسارگاد
- تخت جمشید: مرودشت
- برکه کل/آب‌انبار کل (بزرگترین آب‌انبار ایران): گراش
- هفت برکه: گراش
- قلعه همایون دژ: گراش
- برکه چارتاخ / چهار طاق: گراش
- حسینیه سنگ آوی: گراش
- بئر گال / تپه گال: گراش
- ((دریاچه هیرم): اوز
- ((خانه سوادگر)): اوز
- ((برکه سلفی)): اوز
- ((روستای متروکه کَهنه)): اوز
- امازاده شاه فرج لله: لامرد
- بازار بزرگ دهشيخ: لامرد
- حمام علي خان: لامرد
- تنگ ترمان: لامرد
- تمب بت :مهر
- تنگه بلاغی:پاسارگاد
- تنگ براق: سده
- چشمه قدمگاه: سده
- چشمه رسول‌الله: اقلید
- دریاچه پریشان: کازرون
- کاروانسرای زکی‌خانی: زرقان
- کاخ ساسان: سروستان
- کعبه زرتشت: مرودشت
- نقش رجب:مرودشت
- نقش رستم: مرودشت
- آبشار مارگون: سپیدان
- تنگ تیزاب :سپیدان
- چله گاه کوچک و بزرگ:سپیدان
- پیست اسکی پولادکف: سپیدان
- لیدوما: ممسنی
- کاروانسرای ساخت دوره صفوی: کمارج شمالی
- قصر اینه: رستاق داراب
- دارابگرد:
- آتشده آذرخش (مسجد سنگی )
- نقش شاپور: داراب
- قلعه بهمن شاه:
- آبشار کاسه رود:
- آبشار فدامی: فورگ داراب
- چشمه میک و حشمت روستای تنگ طه: نوایگان داراب
- سنگ نگاره سرباز پارتی در قیروکارزین :شهر قیر
- غار سیده خاتون:‌ارسنجان